# إليجاه كارسون هارت
إليجاه كارسون هارت (بالإنجليزية: Elijah Carson Hart)‏ هو قاضي ومحامي وسياسي أمريكي، ولد في 1854، وتوفي في 1929. انتخب عضو مجلس ولاية كاليفورنيا وانتخب عضو جمعية ولاية كاليفورنيا.